# Dulovo (okres Rimavská Sobota)
Dulovo (v minulosti Kdoulovec, maďarsky Dulháza) je obec na Slovensku v okrese Rimavská Sobota. Nachází se v horách Slovenského rudohoří a poprvé se písemně zmiňuje v roce 1455 jako Dwihaza. Žije zde přibližně 254 obyvatel.
Do roku 1918 byla obec součástí maďarského království a v roce 1918 se stalo součástí nově vzniklého Československa. Během druhé světové války bylo součástí Maďarska. Po návratu do Československa bylo místo začleněno v letech 1964 až 1990 v obci Bátka. Od roku 1993 je součástí Slovenska.
Bývalé téměř zcela maďarsky obydlené místo mělo v roce 2001 ještě asi 30% maďarsky mluvících obyvatel, 5% Slováků a 65% Romů.